# Ивашков, Леонид Петрович
Леонид Петрович Ивашков (2 июля 1939, Шиловичи, Гомельская область — 10 декабря 2012) — белорусский певец, музыковед. Кандидат наук искусствоведения (1989), профессор (1992). Заслуженный артист Республики Беларусь (1995).

## Биография
Ивашков Леонид Петрович родился 2 июля 1939 г. в деревне Шиловичи, Гомельская область.В 13 лет Леонид становится жителем Гомеля, где получает среднее образование в СШ № 16 и после этого поступает на дирижерско-хоровое отделение Гомельского музыкального училища. Чтобы сводить концы с концами, парень во время каникул трудился разнорабочим в ДСУ № 2, а на последнем курсе – учителем пения в СШ № 23 г. Гомеля. В 1965 окончил Белорусскую государственную консерваторию. Так же окончил Российская академия музыки имени Гнесиных.
Работал в Государственном академическом Большом театре оперы и балета БССР (1970-1985). Белорусская государственная академия музыки (1970-2012, кафедра пения, заведующий кафедрой). За время работы преподавал концертно-камерное пение, специальную педагогическую подготовку. Обладая голосом мягкого тембра, высокой вокальной культурой, Леонид Ивашков был одним из ведущих белорусских камерных певцов. Исполнил ряд партий в операх классического и современного репертуара: Ленский («Евгений Онегин» П. Чайковского), Герцог («Н.Риголетто» Дж. Верди), Звездочет («Золотой петушок» Н.Римского-Корсакова) в Государственном театре оперы и балета Беларуси; Демон («Иоланта» П. Чайковского), молодой цыган («Алеко» С. Рахманинова), Надир («Искатели жемчуга» Ж. Бизе), Лыков («Царская невеста» Н.Римского-Корсакова) – в оперной студии консерватории. Всего, как певец, Леонид исполнил 27 партий. Леонид Ивашков был первым исполнителем многих произведений белорусских композиторов: ораторий Д. Смольского, С. Кортеса, Л. Шлег; романсов И. Лученка, В. Оловникова, Г. Вагнера, Ю. Семеняко. Леонид Петрович гастролировал в России, Украине, Польше, Венгрии, Германии, выступал во многих городах Беларуси. Сделано около 100 фондовых записей на республиканском и всесоюзном радио. Многого достиг Леонид Петрович как педагог. Класс профессора Ивашкова окончили 43 выпускника и 17 магистрантов. Среди последних 13 китайцев и кореец Пак ЧангВу, который защитил кандидатскую диссертацию. Среди выпускников Ивашкова есть народные и заслуженные артисты Республики Беларусь, лауреаты международных и республиканских конкурсов. На протяжении всего периода работы Леонид Петрович уделял внимание научной деятельности. В 1989 году он успешно защитил диссертацию «Становление и развитие профессионального вокального искусства Белоруссии» и получил ученую степень кандидата искусствоведения. Опубликовано более 100 рецензий и статей в газетах «Літаратура і мастацтва», «Советская Беларусь», «Вечерний Минск», журналах «Беларусь», «Вести». За свой труд Л.П. Ивашков награжден грамотами Верховных Советов Украины, Эстонии, Литвы, Министерства культуры РБ, а также почетными нагрудными знаками. Так же в 1972 году у Леонида рождается сын Ивашков Петр Леонидович. В 1995 году за высокое профессиональное мастерство ему было присвоено звание «Заслуженный артист Республики Беларусь». 
Умер Л.П.Ивашков 10 декабря 2012 года и был похоронен на Северном кладбище Минска.

## Награды
Звание «Заслуженный артист Республики Беларусь» (1995 г.)